# Frank Nasworthy
Frank Nasworthy est connu dans l’histoire du skateboard pour avoir introduit la technologie des roues en polyuréthane dans le sport au début des années 1970.

## Biographie
Après avoir obtenu son diplôme de l'école secondaire Annandale en Virginie du Nord en 1969, Nasworthy a fréquenté Virginia Tech pendant un an. De retour avec sa famille pour l'été 1970, il a visité une usine de plastique à Purcellville appelée Creative Urethane, appartenant au père d'un ami. L'usine avait expérimenté une roue de patin à roulettes en polyuréthane qui a été vendue à Roller Sports, Inc.
Nasworthy a déménagé dans le sud de la Californie en 1971 pour surfer et a remarqué que les enfants essayaient de faire de la planche à roulettes lorsque le surf était en baisse. Il pensait que les roues en polyuréthane souple seraient idéales pour les planches à roulettes et a demandé à son père de lui envoyer 10 ensembles. En les assemblant sur sa planche à roulettes, il a découvert qu'ils permettaient une conduite beaucoup plus fluide, rapide et contrôlable. Ayant réalisé le potentiel d'une roue de skateboard en polyuréthane, Nasworthy a investi 700 dollars, qu'il avait accumulés en travaillant dans un restaurant, et a formé la Cadillac Wheels Company (en raison de leur conduite en douceur). [2] Creative Urethane a fabriqué les roues selon ses spécifications et Nasworthy a emmené son entreprise en Californie en 1972. 
Nasworthy a décidé d'autoriser ses roues à Bahne and Co. of Encinitas, en Californie, et les planches à roulettes Bahne ont été emballées avec des roues Cadillac,. En 1975, la société a déclaré des ventes de 10 à 20 000 planches à roulettes par mois. L'association de Nasworthy avec Bahne l'a amené à commander une série de peintures de l'artiste affiche Jim Evans qui mettait en vedette Cadillac Wheels. Les affiches, avec des titres comme "From Out of the West" et "Accept No Substitutes" sont venus représenter le changement de paradigme en cours dans la planche à roulettes.
Ce succès n'a pas duré longtemps, car l'innovation de Nasworthy a rapidement été dépassée par l'introduction d'une roue de skateboard à roulement de précision, la Road Rider.